# Squires Peak
Squires Peak är en bergstopp i Antarktis. Den ligger i Västantarktis. Argentina, Chile och Storbritannien gör anspråk på området. Toppen på Squires Peak är 1 150 meter över havet.
Terrängen runt Squires Peak är kuperad. Trakten är obefolkad. Det finns inga samhällen i närheten.